# Relevos Mundiales
Relevos Mundiales (oficialmente World Athletics Relays y, anteriormente, IAAF World Relays) es un certamen bienal de atletismo de carreras de relevos organizado por World Athletics. 
El evento se aprobó durante la reunión del Consejo Directivo de la entidad en el mes de agosto de 2012, en el que se decidió también que las primeras dos ediciones de los años 2014 y 2015 se realizaran en la ciudad de Nasáu, Bahamas. Después de este certamen se celebra cada dos años.
En ocasiones esta competición recibe el nombre en español de Campeonato Mundial de Relevos; sin embargo, World Athletics no la considera un campeonato mundial y sus vencedores no se consideran campeones mundiales. Actualmente, World Athletics Relays sirve como prueba clasificatoria para el Campeonato Mundial de Atletismo y los campeones mundiales son quienes vencen en cada prueba de este campeonato.
En el campeonato se disputan las pruebas de 4 × 100 metros y 4 × 400 metros, en categorías masculina, femenina y mixta. Las pruebas masculinas y femeninas se han disputado en todas las ediciones de la competición, mientras que el 4 × 400 m mixto se celebra desde la edición de 2017, y el relevo 4 × 100 m mixto debutó en la edición de 2025.
Además, en ediciones anteriores se han disputado otras pruebas poco habituales en campeonatos, como:
- 4 × 200 metros (entre 2014 y 2021)
- Relevo mixto de obstáculos[n 1][6] (en 2019 y 2021)
- 2 × 2 × 400 mixto (en 2019 y 2021)
- 4 × 1500 metros (solo disputada en 2014)
- Relevo de medio fondo[n 2] (solo disputada en 2015)
- 4 × 800 metros (entre 2014 y 2017)

Además de repartir premios a los ganadores, Relevos Mundiales sirve como prueba clasificatoria para los Juegos Olímpicos o el Campeonato Mundial de Atletismo que se dispute en ese año. A partir de la edición de 2024, los ocho países finalistas de cada prueba, más otros seis seleccionados de entre el resto a través de unas repescas, se clasifican para dicha competición. Estos catorce países se completan posteriormente con los dos países no clasificados cuya posición en el ranking mundial sea más alta al final del periodo de clasificación señalado por World Athletics. Como consecuencia de ello, se abandonaron todas las pruebas que no se disputan en los Juegos Olímpicos o Campeonatos Mundiales.

## Ediciones
| Edición | Año  | Sede      | País     | Estadio                           | Atletas | Federaciones |
| ------- | ---- | --------- | -------- | --------------------------------- | ------- | ------------ |
| I       | 2014 | Nasáu     | Bahamas  | Estadio Thomas Robinson           | 470     | 41           |
| II      | 2015 | Nasáu     | Bahamas  | Estadio Thomas Robinson           | 584     | 42           |
| III     | 2017 | Nasáu     | Bahamas  | Estadio Thomas Robinson           | 419     | 35           |
| IV      | 2019 | Yokohama  | Japón    | Estadio Internacional de Yokohama | 692     | 45           |
| V       | 2021 | Chorzów   | Polonia  | Estadio de Silesia                | 689     | 37           |
| VI      | 2024 | Nasáu     | Bahamas  | Estadio Thomas Robinson           | 893     | 52           |
| VII     | 2025 | Guangzhou | China    | Estadio Olímpico de Guangdong     | 734     | 43           |
| VIII    | 2026 | Gaborone  | Botsuana | Estadio Nacional de Botsuana      |         |              |
| IX      | 2028 | Nasáu     | Bahamas  | Estadio Thomas Robinson           |         |              |

## Premiación
Hasta la edición de 2019, en las finales de cada prueba se repartían puntos a razón de 8 para el equipo ganador, 7 para el segundo y así sucesivamente, hasta 1 punto para el octavo. La selección nacional que acumulaba más puntos en cada campeonato se hacía acreedora al Golden Baton (Testigo dorado). La competición por selecciones nacionales dejó de disputarse a partir de 2021.

### Ganadores por edición
| Edición       | País           | Puntos |
| ------------- | -------------- | ------ |
| Nasáu 2014    | Estados Unidos | 60     |
| Nasáu 2015    | Estados Unidos | 63     |
| Nasáu 2017    | Estados Unidos | 60     |
| Yokohama 2019 | Estados Unidos | 54     |

## Plusmarcas del campeonato
En cursiva, distancias que ya no se disputan en los Relevos Mundiales.

 La marca es también el récord mundial vigente.

### Masculino
| Prueba      | Marca    | Atletas                                                         | País           | Fecha      | Edición | Sede  |
| ----------- | -------- | --------------------------------------------------------------- | -------------- | ---------- | ------- | ----- |
| 4 × 100 m   | 37.38    | Mike Rodgers Justin Gatlin Tyson Gay Ryan Bailey                | Estados Unidos | 2/05/2015  | II      | Nasáu |
| 4 × 200 m   | 1:18.63  | Nickel Ashmeade Warren Weir Jermaine Brown Yohan Blake          | Jamaica        | 25/05/2014 | I       | Nasáu |
| 4 × 400 m   | 2:57.25  | David Verburg Tony McQuay Christian Taylor LaShawn Merritt      | Estados Unidos | 25/05/2014 | I       | Nasáu |
| 4 × 800 m   | 7:04.84  | Duane Solomon Erik Sowinski Casimir Loxsom Robby Andrews        | Estados Unidos | 2/05/2015  | II      | Nasáu |
| 4 × 1500 m  | 14:22.22 | Collins Cheboi Silas Kiplagat James Kiplagat Magut Asbel Kiprop | Kenia          | 25/05/2014 | I       | Nasáu |
| Medio fondo | 9:15.50  | Kyle Merber Brycen Spratling Brandon Johnson Ben Blankenship    | Estados Unidos | 3/05/2015  | II      | Nasáu |

#### Femenino
| Prueba      | Marca    | Atletas                                                                | País           | Fecha      | Edición | Sede  |
| ----------- | -------- | ---------------------------------------------------------------------- | -------------- | ---------- | ------- | ----- |
| 4 × 100 m   | 41.85    | Tamari Davis Gabrielle Thomas Celera Barnes Melissa Jefferson          | Estados Unidos | 05/05/2024 | VI      | Nasáu |
| 4 × 200 m'  | 1:29.04  | Jura Levy Shericka Jackson Sashalee Forbes Elaine Thompson             | Jamaica        | 22/04/2017 | III     | Nasáu |
| 4 × 400 m   | 3:19.39  | Phyllis Francis Natasha Hastings Sanya Richards-Ross Francena McCorory | Estados Unidos | 3/05/2015  | II      | Nasáu |
| 4 × 800 m   | 8:00.62  | Chanelle Price Maggie Vessey Molly Beckwith-Ludlow Alysia Montaño      | Estados Unidos | 3/05/2015  | II      | Nasáu |
| 4 × 1500 m  | 16:33.58 | Mercy Cherono Faith Kipyegon Irene Jelagat Hellen Obiri                | Kenia          | 25/05/2014 | I       | Nasáu |
| Medio fondo | 10:36.50 | Treniere Moser Sanya Richards-Ross Ajee Wilson Shannon Rowbury         | Estados Unidos | 2/05/2015  | II      | Nasáu |

#### Mixto
| Prueba        | Marca   | Atletas                                                              | País           | Fecha      | Edición | Sede     |
| ------------- | ------- | -------------------------------------------------------------------- | -------------- | ---------- | ------- | -------- |
| 4 × 100 m     | 40.30   | Sade McCreath Marie-Éloise Leclair Duan Asemota Eliezer Adjibi       | Canadá         | 11/05/2025 | VII     | Cantón   |
| 4 × 400 m     | 3:09.54 | Chris Robinson Courtney Okolo Johnnie Blockburger Lynna Irby-Jackson | Estados Unidos | 11/05/2025 | VII     | Cantón   |
| 2 × 2 × 400 m | 3:36.92 | Ce'Aira Brown Donavan Brazier                                        | Estados Unidos | 11/05/2019 | IV      | Yokohama |
| Obstáculos    | 54.96   | Christina Clemons Freddie Crittenden Sharika Nelvis Devon Allen      | Estados Unidos | 11/05/2019 | IV      | Yokohama |